# Austrolimnophila (Austrolimnophila) anjouanensis
Austrolimnophila (Austrolimnophila) anjouanensis is een tweevleugelige uit de familie steltmuggen (Limoniidae). De soort komt voor in het Afrotropisch gebied.